# Эке, Джахиде
Джахиде Эке (род. 25 января 2000 года) — турецкая паралимпийская дзюдоистка с нарушением зрения (класс инвалидности B3), выступающая в весовой категории свыше 48 кг. Она завоевала бронзовую медаль на Летних Паралимпийских играх 2024, которые проходили в Париже, Франция.

## Спортивная карьера
Эке начала заниматься парадзюдо в возрасте 15 лет, когда встретила тренера по дзюдо на церемонии открытия своей школы. После двух месяцев тренировок она приняла участие в чемпионате Турции и стала победительницей. После этого её включили в национальную сборную.
Она является членом местного клуба «Караман ГСК» и выступает в категории до 48 кг (класс J2). На её счету пять титулов чемпионки Турции.
В апреле 2018 года она выступила в категории до 48 кг на Кубке мира по дзюдо IBSA в Анталье, а в сентябре — на Кубке мира IBSA в Атырау, заняв 5-е место в обоих турнирах. В декабре того же года Эке вошла в историю как первая незрячая турецкая дзюдоистка, которая выступала против зрячих соперников на местном соревновании.
13 мая 2019 года она приняла участие в турнире Гран-при IBSA в Баку в категории до 52 кг и заняла 7-е место. В сентябре того же года она заняла 5-е место в категории до 52 кг на Гран-при IBSA в Ташкенте.
В июле 2019 года она выступила в категории до 52 кг на чемпионате Европы по дзюдо IBSA в Генуе и заняла пятое место.
В 2022 году Эке участвовала в чемпионате мира IBSA в категории до 48 кг в Баку, заняв 5-е место. В следующем году она снова выступила в той же категории на чемпионате мира IBSA в Бирмингеме, вновь заняв 5-е место. В 2023 году она также приняла участие в турнире Гран-при IBSA в Баку и заняла 5-е место.
В феврале 2024 года она завоевала бронзовую медаль на Гран-при IBSA в Гейдельберге. Для участия в Паралимпийских играх она тренировалась в Олимпийском подготовительном центре в Кастамону. Эке выступила на Летних Паралимпийских играх 2024 в Париже и завоевала бронзовую медаль в категории до 48 кг (класс J2).

## Личная жизнь
Джахиде Эке родилась 25 января 2000 года. В настоящее время она живет в городе Караман, Турция.
Из-за врожденного альбинизма она почти полностью слепа, имея 90 % потерю зрения.